# Электростатический фильтр

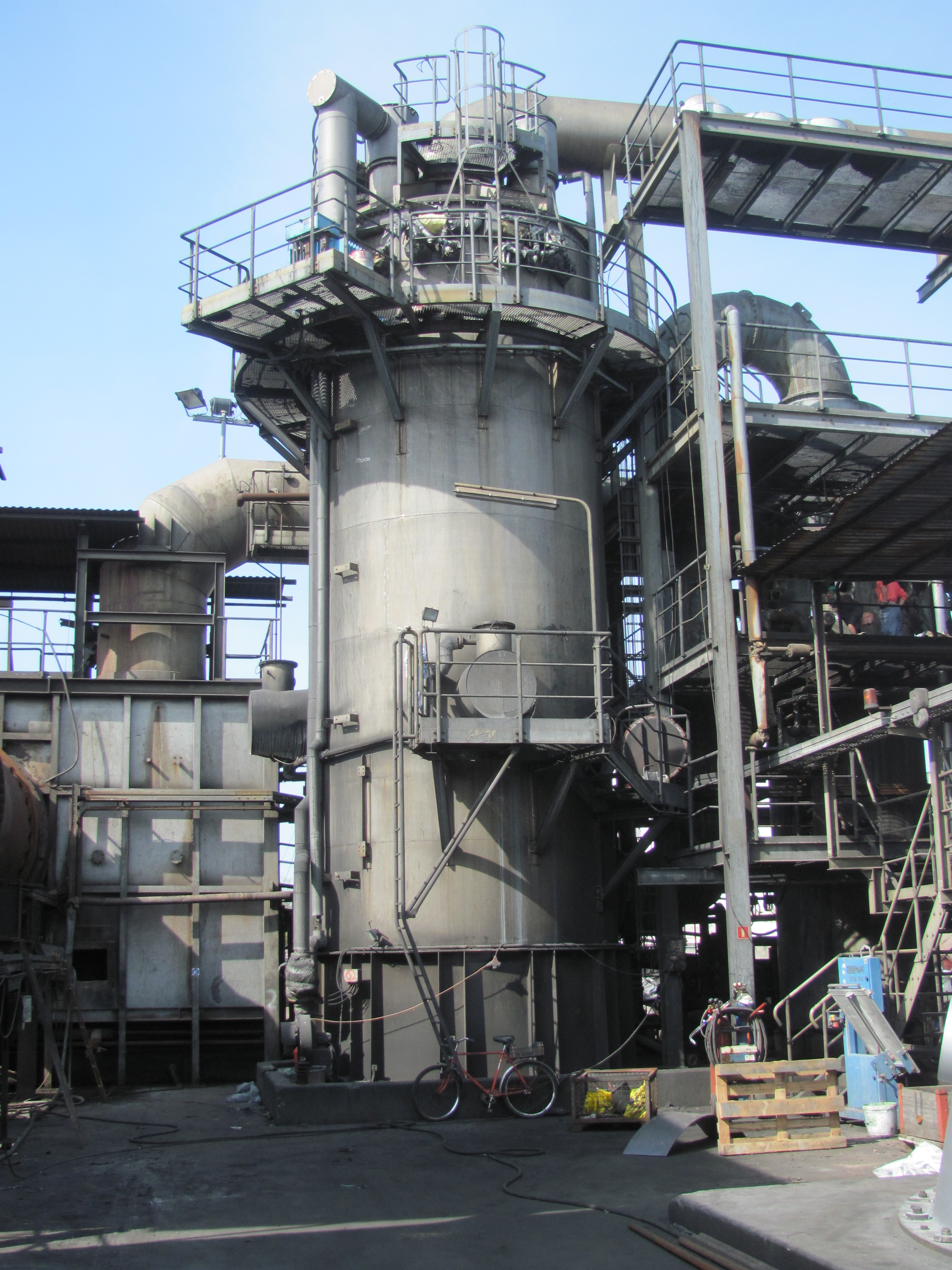
Электростатический фильтр

Электростати́ческий фильтр или электрофильтр предназначен для очистки газов от содержащихся в нём посторонних частиц, в основном мелких (пыли и аэрозолей). Фильтры, использующие электростатику, способны эффективно очищать воздух от самой мелкой пыли (размером от 0,01 мкм), в том числе копоти и табачного дыма. Электрофильтры удобны и экономичны, поэтому широко используются в промышленности; малогабаритные и несколько упрощённые конструкции находят применение и в быту. Иногда этот тип фильтра называют плазменным ионизатором.

## Конструкция

Электрофильтр.
Схема принципа действия

Различают трубчатые и камерные электрофильтры. Как правило, электростатические фильтры конструктивно представляют собой набор металлических пластин, между которыми натянуты металлические нити. Между нитями и пластинами создаётся разность потенциалов в несколько киловольт (в промышленных установках до нескольких десятков киловольт). Разность потенциалов приводит к образованию сильного электрического поля между нитями и пластинами. При этом на поверхности нитей возникает коронный разряд, что в сочетании с электрическим полем обеспечивает ионный ток от нитей к пластинам. Загрязнённый воздух подаётся в пространство между пластинами, пыль из проходящего через фильтр загрязнённого воздуха приобретает электрический заряд (ионизируется) под воздействием ионного тока, после чего под действием электрического поля притягивается к пластинам и оседает на них.
Принцип действия электростатического фильтра был предложен в 1824 году, а в 1907 году Фредерик Коттрелл запатентовал первый промышленный образец.